# Gregory House
Dr. Gregory House är en fiktiv figur och huvudperson i tv-serien House. Han spelas av Hugh Laurie.

## Bakgrund
House är ett medicinskt geni och kallas ofta för medicinens mest briljanta hjärna. Han leder ett team av unga diagnostiker på det fiktiva sjukhuset Princeton-Plainsboro Teaching Hospital. Han är chef för sjukhusets diagnostiska avdelning och är även nefrolog och specialist på infektionssjukdomar.
House uttrycker ofta en djupsinnig och medfödd besvikelse gentemot andra människors misstag och underlägsenhet. Hans bitterhet orsakas av hans kroniska smärta i ett ben, på grund av en blodpropp i benet, vilket är orsaken till att han använder en käpp. Dock har han, enligt uppgift från sin f.d. sambo alltid varit likadan, även innan hans ben blev skadat. Det framstår inte som att han har så många vänner, men en av hans vänner och kanske till och med hans bästa vän är onkologichefen Dr. James Wilson. House är en tillbakadragen person och pratar inte så ofta om sin familj och privatliv.
Rollfiguren Gregory House är inspirerad av Sherlock Holmes. 